# Карасинський лісовий заказник (Волинська область)
Кара́синський заказник — лісовий заказник місцевого значення в Україні. Об'єкт розташований на території Маневицького району Волинської області, на схід від села Карасин. 
Площа 9,4 га. Статус присвоєно згідно з розпорядженням облвиконкому від 20.11.86 року № 361-р. Перебуває у віданні ДП «Маневицьке ЛГ» (Карасинське лісництво, кв. 59, вид. 3).
Охороняється ділянка лісу природного походження, де зростає ялина європейська (Picea abies) віком близько 90 років. У трав'яному покриві ростуть конвалія звичайна (Convalaria majalis), яглиця звичайна (Aegopodium podagraria), купина запашна (Polygonatum odoratum). Також у заказнику гніздяться шишкар ялиновий (Loxia curvirostra), тинівка лісова (Prunella modularis), жовна чорна (Dryocopus martius) та інші види птахів.